# Mauritius International 2023
Die Mauritius International 2023 im Badminton fanden als offene internationale Meisterschaften von Mauritius vom 13. bis zum 16. Juli 2023 in Beau Bassin-Rose Hill statt.

## Sieger und Platzierte
| Disziplin    | Gold                                         | Silber                                             | Bronze                                                            |
| ------------ | -------------------------------------------- | -------------------------------------------------- | ----------------------------------------------------------------- |
| Herreneinzel | Kartikey Gulshan Kumar                       | Shogo Ogawa                                        | Harsheel Dani                                                     |
| Herreneinzel | Kartikey Gulshan Kumar                       | Shogo Ogawa                                        | Rithvik Sanjeevi Satish Kumar                                     |
| Dameneinzel  | Hina Akechi                                  | Aditi Bhatt                                        | Ira Sharma                                                        |
| Dameneinzel  | Hina Akechi                                  | Aditi Bhatt                                        | Thet Htar Thuzar                                                  |
| Herrendoppel | Shogo Ogawa Daisuke Sano                     | Hariharan Amsakarunan Ruban Kumar Rethinasabapathi | Pongsakorn Thongkham Wongsathorn Thongkham                        |
| Herrendoppel | Shogo Ogawa Daisuke Sano                     | Hariharan Amsakarunan Ruban Kumar Rethinasabapathi | Achutaditya Rao Doddavarapu Venkata Harsha Vardhan Ra Veeramreddy |
| Damendoppel  | Natsumi Takasaki Mai Tanabe                  | Srivedya Gurazada Ishika Jaiswal                   | Amy Ackerman Deidre Laurens                                       |
| Damendoppel  | Natsumi Takasaki Mai Tanabe                  | Srivedya Gurazada Ishika Jaiswal                   | Ashwini Bhat Shikha Gautam                                        |
| Mixed        | Hariharan Amsakarunan Varshini Viswanath Sri | Koceila Mammeri Tanina Violette Mammeri            | Shivam Sharma Poorvisha S Ram                                     |
| Mixed        | Hariharan Amsakarunan Varshini Viswanath Sri | Koceila Mammeri Tanina Violette Mammeri            | Wee Yee Hern Amanda Hwa Leng Yap                                  |